# Pulkovské výšiny
Pulkovské výšiny (rusky Пулковские высоты) jsou pásmo kopců rozkládající se jižně od Petrohradu a táhnoucí se k jihozápadu směrem k Ižorské vrchovině. Na nejvyšším bodě pahorkatiny – Pulkovském vrchu – stojí Pulkovská hvězdárna.
Výšiny leží na severním okraji Ižorské vrchoviny, která je součástí balticko-ladožského klintu tvořeného kambrickými jíly pokrytými ledovcovými nánosy. Dlouhý hřeben se táhne od západu na východ od bývalé vsi Finskoje Kojrovo až k mikrorajónu Bolšoje Kuzmino, severní části města Puškin. Hřbet tvoří tři spojené kopce. Prostřední, nejvyšší z nich, dosahuje výšky 75 metrů nad hladinou moře.

## Historie

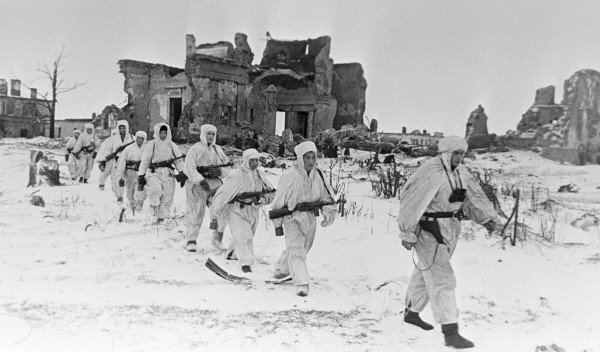
Průzkumníci Rudé armády na Pulkovských výšinách 1. března 1942

Německá vojska dosáhla výšin 13. září 1942, kde až do 23. září probíhaly tvrdé boje, při kterých se útočníkům nepodařilo prorazit sovětskou obranu. Fronta zůstala na úpatí stabilizována až do ledna 1944.

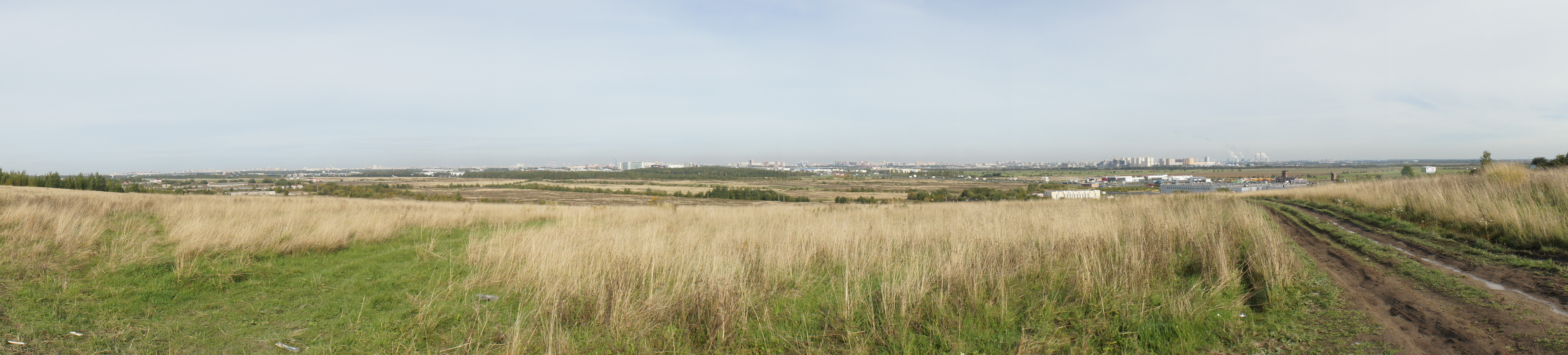
Panoráma jižních čtvrtí Petrohradu s Pulkovskými výšinami